# 后外跳
后外跳，也称后外结环跳，即Loop jump，是花样滑冰业余比赛的六种常见跳跃中技术难度第三低的跳跃。在花样滑冰界，Loop jump常简写为Loop或字母Lo。

## 技巧
对逆时针旋转的运动员而言，后外跳，起跳时向后滑行，用右足后外刃起跳，左足刀齿不点冰，旋转360度后，用右足后外刃落冰，左足不接触冰面，并向后滑行。
对顺时针旋转的运动员而言，后外跳，起跳时向后滑行，用左足后外刃起跳，右足刀齿不点冰，旋转360度后，用左足后外刃落冰，右足不接触冰面，并向后滑行。
后外跳既可作为单跳，又可作为联合跳跃中的第一跳，或连续跳跃中的某个跳。另外，花样滑冰业余比赛的六种常见跳跃的落冰足恰好是后外跳的起跳足，因此后外跳也可作为联合跳跃中的第二跳（或第三跳）。

## 分值表
根据国际滑冰联盟（ISU）于2004年通过的《国际滑冰联盟新评分系统》，后外跳的基础分值见下表：
| 中文全称   | 英文全称            | 英文缩写 | 空中旋转 | 基础分值 |
| ---------- | ------------------- | -------- | -------- | -------- |
| 后外一周跳 | single Loop jump    | 1Lo      | 360度    | 0.5      |
| 后外两周跳 | double Loop jump    | 2Lo      | 720度    | 1.7      |
| 后外三周跳 | triple Loop jump    | 3Lo      | 1080度   | 4.9      |
| 后外四周跳 | quadruple Loop jump | 4Lo      | 1440度   | 10.5     |

## 历史
在1952年冬季奥林匹克运动会中，美国选手迪克·巴頓成为第一位在比赛中成功完成后外三周跳的运动员。
1968年德国选手Gaby Seyfert成为第一位在比赛中成功完成后外三周跳的女运动员。
2016年2016 CS Autumn Classic International（页面存档备份，存于），日本選手羽生結弦成為世界上第一位選手在比賽中成功完成後外四周跳的運動員。
1996年法国选手Eric Millot成为第一位在比赛中成功完成后外三周跳接后外三周跳的联合跳跃的运动员。在同年美国Postal Challenge大赛中，该国选手塔拉·利平斯基成为第一位在比赛中成功完成此联合跳跃的女运动员。后外三周跳接后外三周跳的联合跳跃非常华丽，极富观赏性，但因该动作对运动员的跳跃和协调能力要求很高，若练习不当很可能会造成运动员受伤，故至今能在比赛中成功完成这种联合跳跃的男运动员并不多见，女运动员更是寥寥无几。

## 衍生动作
- 后外半周跳，也称后外结环半周跳，即half Loop jump，是一种特殊的跳跃，尽管名字叫做半周跳，实际上空中旋转是一周，且一般不用来做超过一周的跳跃。对逆时针旋转的运动员而言，后外半周跳和普通后外跳的唯一区别在于，后外半周跳用左足后内刃落冰，而普通后外跳用右足后外刃落冰。因此，后外半周跳常常被安排为连续跳跃的中间跳，以便于后面能接上用左足后内刃起跳的后内跳（Salchow）或后内点冰跳（Flip）。而現在滑冰總會將half Loop jump改名為 single Euler jump。